# Jarosław Maznas
Jarosław Maznas (ur. 28 czerwca 1959 w Bystrzycy Kłodzkiej) – polski dziennikarz radiowy i redaktor motoryzacyjny znany głównie z kanału TVN Turbo
W latach 1979–1981 współpracownik rozgłośni studenckiej Akademii Rolniczej we Wrocławiu. W 1985 roku rozpoczął współpracę z Polskim Radio Wrocław – Redakcja Informacji (kierownik Wacław Sondej) oraz spiker radiowy. W latach 1986–1991 prowadził lokalny program informacyjny dla kierowców Radio Info (twórcą programu był Tadeusz Łączyński), był lokalnym korespondentem programu Radio Kierowców (Program I Polskiego Radia), prowadził poranny program informacyjny PR Wrocław Studio Odra. W 1991 roku odszedł z Polskiego Radia do wydawnictwa Phoenix Intermedia i rozpoczął pracę z zespołem redakcyjnym, tworzącym tytuł Auto International. Kilka lat później rozpoczął kilkumiesięczną współpracę z Jerzym Iwaszkiewiczem, prowadząc program telewizyjny Auto (TVP 2). Brał udział w przekształceniu miesięcznika Auto International w polską edycję niemieckiego miesięcznika Auto Motor und Sport. Był współautorem programu telewizyjnego Auto Motor i Sport TV (Tele 5), współpracował z Martyną Wojciechowską przy realizacji programu Automaniak (TVN, TVN Turbo). W 2006 roku został redaktorem naczelnym miesięcznika Auto Moto (Wydawnictwo Bauer). Współpracował z programem Automaniak 2. W 2010 roku przeszedł do Wydawnictwa Zwierciadło, gdzie wspólnie z Jerzym Szulwicem (prezesem wydawnictwa) rozpoczął pracę nad nowym miesięcznikiem motoryzacyjnym Cars – Magazyn o Samochodach. Pierwszy numer w nakładzie 120 tys. wprowadzono na rynek 25 sierpnia 2010.